# Hrid Hripa
Koordinati:   44°20′18″N, 14°35′13″E
Hrid Hripa je majhen nenaseljen otoček v Jadranskem morju. Pripada Hrvaški.
Otoček leži severozahodno od zaselka Krijal na otoku Premuda. površina otočka meri o,012 km². Dolžina obalnega pasu je 0,65 km.